# Fly Project
I Fly Project sono un duo rumeno formato nel 2005 da Tudor Ionescu e Dan Denes.

## Storia del gruppo
I Fly Project sono un duo rumeno di musica dance/trance, costituito da Tudor Ionescu e Dan Denes. Il gruppo ha lanciato il suo album di debutto, chiamato Fly Project, nel 2005. Il loro primo singolo di successo è Raisa, che è stata la hit numero 1 in molti club in Romania, riuscendo a rimanere al primo posto delle classifiche musicali fino all'estate del 2006.
Nel 2007 hanno pubblicato il loro secondo album in studio intitolato K-Tinne, un altro successo immediato che ha ottenuto alcuni premi musicali come Top Hits Romanian e Best Dance Hits Top Romanian Awards Best Song. Nel 2008 i Fly Project arrivano alla fama Europea. Brasile, il loro singolo, dichiarato nel 2008 al Romanian Music Awards come miglior singolo ed eseguito con la partecipazione di Anca Parghel e Tom Boxer, è riuscito ad ottenere i primi posti nelle classifiche musicali in Russia, Brasile, Spagna, Paesi Bassi, Turchia, Bulgaria, Grecia, Serbia, Moldavia e altri Paesi. Inoltre, sempre nel 2008, i ragazzi raggiungono il successo anche in Asia con un Best Of di nome Raisa - Angles Na Na Na in Japan. L'operazione è stata effettuata attraverso la casa discografica Roton Romanian e Pony Canyon in Giappone, uno dei più grandi nomi nel settore della musica dell'Asia orientale. L'album ha avuto un impatto immediato e nel 2009 i Fly Project decidono di preparare un tour in Asia, Europa e Stati Uniti.
Fino ad ora, i Fly Project hanno eseguito più di 2000 concerti dal vivo e hanno raggiunto un record di aggiudicazione di oltre 10 importanti premi del settore della musica rumena. Il gruppo è stato anche nominato agli MTV Russia Music Awards per la loro hit Brasil.
In Italia hanno iniziato ad avere successo solo dopo il 2010 grazie al singolo intitolato Goodbye, pubblicato nel 2011, e a Musica, uscito nell'estate del 2012. Nel 2013 esce una nuova versione di Musica remixata da Bsharry (Giacomo Bisciarri) e suonata in esclusiva in Francia in programmazione su Fun Radio.

## Discografia

### Album in studio
- 2005 - Fly Project
- 2007 - K-Tinne

### Singoli
- 2008 - Brasil (feat. Anca Parghel e Tom Boxer)
- 2008 - Alegria
- 2009 - Unisex
- 2011 - Mandala
- 2011 - Goodbye
- 2012 - Back in My Life
- 2012 - Musica
- 2013 - Toca Toca
- 2014 - Hello (con Mandinga)
- 2015 - Like a Star
- 2015 - So High
- 2016 - Next To You (con Last Night)
- 2016 - Jolie (feat. Misha)
- 2016 - Butterfly (feat. Andra)
- 2017 - Get Wet
- 2017 - Dame
- 2019 - Mexico
- 2021 - En Vogue
- 2023 - Copacabana

## Premi e nomination
- MTV Europe Music Awards
  - Nomination miglior artista rumeno (2010)